# Fameck
Fameck är en kommun i departementet Moselle i regionen Grand Est (tidigare regionen Lorraine) i nordöstra Frankrike. Kommunen ligger i kantonen Fameck som tillhör arrondissementet Thionville-Ouest. År 2022 hade Fameck 14 759 invånare.

## Befolkningsutveckling
Antalet invånare i kommunen Fameck
| Referens: INSEE |